# Thelma (pel·lícula de 2017)
Thelma és una pel·lícula dramàtica de thriller sobrenatural del 2017 dirigida per Joachim Trier, que va coescriure el guió amb Eskil Vogt. La pel·lícula és protagonitzada per Eili Harboe, Kaya Wilkins, Henrik Rafaelsen i Ellen Dorrit Petersen. Thelma narra la història d'una jove protegida que descobreix que té un poder inexplicable que es materialitza quan sent el desig d'una estudiant a la seva universitat. Ha estat subtitulada al català.
Thelma va ser seleccionada com a entrada noruega per a l'Oscar a la millor pel·lícula de parla no anglesa als Premis Oscar de 2017, però finament no va rebre la nominació.

## Argument
Thelma és una jove solitària i reprimida d'una família cristiana ultrareligiosa que ha viscut una vida protegida sota la protecció del seu pare, Trond, i de la seva mare discapacitada, Unni. Ella lluita per fer amics i poc després de traslladar-se a Oslo per anar a la universitat comença a experimentar Convulsions psicogèniques no epilèptiques inexplicables. Quan coneix una altra estudiant, l'Anja, descobreix que els seus sentiments per l'Anja desencadenen poders incontrolables de psicocinètica. Thelma pateix molta culpa pels seus sentiments per l'Anja, i desitja no estar enamorada d'ella.
Mentre se sotmet a una prova de tomografia cerebral per trobar la causa de les seves convulsions, comença a pensar en l'Anja i mentre se centra en ella, el poder de la Thelma es posa en marxa i, inconscientment i sense voler, fa que l'Anja desaparegui a l'espai buit. Consternada i confusa per la sobtada desaparició de l'Anja, la Thelma torna a casa i aviat recorda que quan era petita tenia un germà. Una vegada, quan se sentia descuidada i gelosa de l'atenció prestada al seu germà petit i desitjava que estigués tranquil i que se n'anés, ella involuntàriament va fer que es teletransportés del seu bressol i reapareixés sota el sofà. En un tràgic incident final, ella va fer que desaparegués del seu bany, i el seu pare el va trobar atrapat sota el gel d'un llac congelat. Traumatitzada, la mare de la Thelma va intentar llevar-se la vida saltant d'un pont, però en canvi l'intent fallit la va deixar paraplègica. La Thelma havia oblidat aquests esdeveniments. En adonar-se de la seva total angoixa, els seus pares li diuen la veritat, que és que d'alguna manera és capaç de manifestar el que vulgui profundament i que va heretar la mateixa habilitat inexplicable de la seva àvia (que es va culpar a si mateixa de la desaparició de l'avi de Thelma i es manté sedada en una residència d'avis psiquiàtrica de Trond). La Thelma percep que els seus pares tenen en ment un destí semblant per a ella com la seva àvia. Tot i que Trond expressa alguns recels sobre la droga de la Thelma, l'Unni li diu que és la seva responsabilitat aturar la Thelma.
Abans, mentre visitava l'Anja, la Thelma va recordar com el seu pare una vegada va mantenir la mà sobre una espelma encesa fins que gairebé es va cremar perquè pogués sentir com era el foc etern de l'infern. Ella provoca la mort del seu pare fent que s'autocombusti telekinèticament mentre navega pel llac no congelat. La Thelma s'adona que el seu poder també pot restaurar la vida quan ressuscita un petit ocell mort. Ella comença a entendre que la seva habilitat sobrenatural també és un do i l'utilitza per curar la seva mare, fent-la capaç de tornar a caminar. Juntament amb la constatació que pot invocar el seu poder, la Thelma és capaç de controlar-lo finalment i torna a l'Anja a l'existència. Torna a la universitat, ara amb l'Anja com a xicota.

## Repartiment
- Eili Harboe com a Thelma
  - Grethe Eltervåg com a jove Thelma
- Kaya Wilkins com a Anja
- Henrik Rafaelsen com a Trond
- Ellen Dorrit Petersen com a Unni

## Producció
Thelma va ser produïda per Thomas Robsahm de la productora noruega Motlys, i coproduïda per Film Väst, Filmpool Nord i B-Reel (Suècia), Snowglobe Film (Dinamarca), i Le Pacte (França); amb el suport financer proporcionat per l'Institut Noruec de Cinematografia, Institut Suec de Cinematografia, Det Danske Filminstitut, Copenhagen Film Fund, Nordic Film & TV Fund, Eurimages i Programa MEDIA. El pressupost de la producció final  va ser de 5.009.000 € (i.e. 47 milions NOK, 5.8 milion USD).
La fotografia principal va començar el 20 de setembre de 2016 i va durar 44 dies. Els exteriors es van rodar Oslo a Noruega i Västra Götaland, Göteborg, Trollhättan i Kiruna a Suècia.
El cartell de la pel·lícula es va estrenar l'agost de 2017. L'art clau per als EUA. es va estrenar al setembre abans de l'estrena americana, seguit del Regne Unit a l'octubre.

## Llançament
La pel·lícula es va estrenar al Festival Internacional de Cinema de Noruega el 20 d'agost de 2017. Thelma va fer el seu llançament internacional al Festival Internacional de Cinema de Toronto com a presentació especial el 9 de setembre de 2017. Es va estrenar als Estats Units al Fantastic Fest el 21 de setembre, i es va projectar al Festival de Cinema de Nova York com a part de la selecció principal el 6 d'octubre. Fou estrenada al Regne Unit al BFI London Film Festival com a presentació de la Gala de culte el 14 d'octubre.
'Thelma es va estrenar al cinema a Noruega el 15 de setembre. Es va estrenar al Regne Unit el 3 de novembre, seguit dels Estats Units el 10 de novembre.
The Orchard va adquirir els drets de distribució nord-americans de la pel·lícula a l'abril del mateix any. Els drets de distribució al Regne Unit eren adquirit per Thunderbird Releasing a l'agost.

## Recepció crítica
Al lloc web de l'agregador de ressenyes Rotten Tomatoes, la pel·lícula té una puntuació d'aprovació del 92% basada en 153 ressenyes, amb una valoració mitjana de 7,3/10. El consens dels crítics del lloc web llegeix: "Thelma juga amb tropes de gènere de maneres inesperades, oferint un thriller sobrenatural retorçat amb un impacte persistent." Metacritic, que utilitza una mitjana ponderada, va assignar a la pel·lícula una puntuació de 74 sobre 100, basada en 32 crítics, indicant crítiques "generalment favorables". A l'enquesta anual de crítics d'IndieWire sobre les millors pel·lícules i actuacions, va ser seleccionada com a "Elecció de la crítica" a la millor pel·lícula en llengua estrangera. The Hollywood Reporter va seleccionar Thelma com una de les millors pel·lícules LGBTQ del 2017.
Manohla Dargis va escriure a The New York Times que Thelma és "un romanç, un thriller psicològic, una història d'alliberament i un whodunit (i per què)... i la majoria satisfactòriament, juga amb el gòtic femení... en què les dones són alhora víctimes i agents del canvi", elogiant Joachim Trier per tenir "un gran talent per fer visceral i visible la soledat, per mostrar com el dolor pot fer desaparèixer el món." Al Los Angeles Times, Justin Chang va dir que la pel·lícula era un "refrigerador sobrenatural silenciós i malhumorat" que és "reflexiva i bellament composta" amb seqüències "que aprofiten una vívida sensació de terror primari".
Peter Bradshaw de The Guardian va descriure Thelma com "una increïble acumulació d'estat d'ànim, un èxtasi de inquietud" i l'actuació d'Eili Harboe com "extraordinàriament bona". AfterEllen va elogiar l'actuació d'Harboe com a "emocionant i increïblement commovedorz", i va dir que "en un mar de pel·lícules lèsbiques que sovint són repetitives, Thelma explora un territori analític que cap altre té abans". David Friend de The Canadian Press va dir que la pel·lícula té "un to ominós i sinistre que evoca els millors trets de clàssics com 'Carrie' i 'Deixa’m entrar'".
Bilge Ebiri de The Village Voice va descriure la història de la pel·lícula com "allunyant-se del monstruós, cap a la compassió i la comprensió... provant la profunda tristesa subjacent sota les històries de possessió" i "fa viva la solitud i la desesperació de ls protagonista". David Ehrlich va escriure a IndieWire que Thelma era "un thriller ominós, inquietant i estranyament poderós sobre el més tortuós dels desitjos humans" i "consistentment incorporat al poder persuasiu del cos femení".
A The Hollywood Reporter, David Rooney va dir que contenia "un to intel·ligent, mesurat i un estil visual elegant" i "si bé els elements sobrenaturals més enigmàtics de vegades més propers als tropes de terror formulades per Hollywood, la pel·lícula manté una seriositat convincent, especialment en la seva consideració del conflicte entre sexualitat i repressió". Andrew Barker de Variety va descriure la pel·lícula com "una combustió lenta desconcertadament eficaç, i aquells amb paciència per l'acumulació pacient de detalls de Trier trobaran que val la pena de maneres inesperades".
The Verge va dir que Thelma va ser una "pel·lícula tranquil·lament bella" i "un thriller que fa por, trist i, finalment, triomfant", amb una fotografia que és "visualment... sorprenent a tot arreu". Margaret Barton-Fumo de Film Comment resumeix Thelma com "una pel·lícula romàntica que presta molta atenció als detalls físics", i "sorprenentment tendra, [es] demostra una visió moderna de la pel·lícula sobrenatural".

## Reconeixments
| Premi                                       | Data de la cerimònia   | Categoria                                | Destinatari i nominat      | Resultats | Ref           |
| ------------------------------------------- | ---------------------- | ---------------------------------------- | -------------------------- | --------- | ------------- |
| Festival Internacional de Cinema de Noruega | 24 d'agost de 2017     | Premi de la Crítica Noruega              | Thelma                     | Guanyador | [ 52 ] [ 53 ] |
| Festival de Sitges                          | 15 d'octubre de 2017   | Millor guió                              | Eskil Vogt, Joachim Trier  | Guanyador | [ 54 ]        |
| Festival de Sitges                          | 15 d'octubre de 2017   | Premi especial del Jurat                 | Thelma                     | Guanyador | [ 54 ]        |
| Festival de Sitges                          | 15 d'octubre de 2017   | Meliès d'Argent al millor llargmetratge  | Thelma                     | Guanyador | [ 54 ]        |
| Méliès International Festivals Federation   | 3 de novembre de 2017  | Méliès d'Or                              | Thelma                     | Guanyador | [ 55 ]        |
| Nordische Filmtage Lübeck                   | 5 de novembre de 2017  | Premi del Jurat Bàltic                   | Thelma                     | Guanyador | [ 56 ]        |
| Societat de Crítics de Cinema de San Diego  | 11 de desembre de 2017 | Millor pel·lícula estrangera             | Thelma                     | Guanyador | [ 57 ] [ 58 ] |
| Associació de Crítics de Cinema d'Utah      | 17 de desembre de 2017 | Pel·lícula en llengua no anglesa         | Thelma                     | Guanyador | [ 59 ]        |
| Societat de Crítics de Cinema de Houston    | 6 de gener de 2018     | Millor pel·lícula en llengua estrangera  | Thelma                     | Guanyador | [ 60 ] [ 61 ] |
| Premis de la Crítica Cinematogràfica        | 11 de gener de 2018    | Millor pel·lícula estrangera             | Thelma                     | Nominat   | [ 62 ] [ 63 ] |
| Festival Internacional de Cinema Kosmorama  | 8 de març de 2018      | Millor pel·lícula                        | Thelma                     | Nominat   | [ 64 ] [ 65 ] |
| Festival Internacional de Cinema Kosmorama  | 8 de març de 2018      | Millor productor                         | Thomas Robsahm             | Nominat   | [ 64 ] [ 65 ] |
| Festival Internacional de Cinema Kosmorama  | 8 de març de 2018      | Millor director                          | Joachim Trier              | Nominat   | [ 64 ] [ 65 ] |
| Festival Internacional de Cinema Kosmorama  | 8 de març de 2018      | Millor actriu                            | Eili Harboe                | Guanyador | [ 64 ] [ 65 ] |
| Festival Internacional de Cinema Kosmorama  | 8 de març de 2018      | Millor actor                             | Henrik Rafaelsen           | Guanyador | [ 64 ] [ 65 ] |
| Festival Internacional de Cinema Kosmorama  | 8 de març de 2018      | Millor guió                              | Eskil Vogt, Joachim Trier  | Nominat   | [ 64 ] [ 65 ] |
| Festival Internacional de Cinema Kosmorama  | 8 de març de 2018      | Millor disseny de producció              | Roger Rosenberg            | Nominat   | [ 64 ] [ 65 ] |
| Festival Internacional de Cinema Kosmorama  | 8 de març de 2018      | Millor banda sonora                      | Ola Fløttum                | Guanyador | [ 64 ] [ 65 ] |
| Festival Internacional de Cinema Kosmorama  | 8 de març de 2018      | Millor muntatge                          | Olivier Bugge Coutts       | Guanyador | [ 64 ] [ 65 ] |
| Festival Internacional de Cinema Kosmorama  | 8 de març de 2018      | Millor disseny de so                     | Gisle Tveito               | Nominat   | [ 64 ] [ 65 ] |
| GLAAD Media Award                           | 12 d’abril de 2018     | Pel·lícula destacada - Estrena limitada  | Thelma                     | Nominat   | [ 66 ] [ 67 ] |
| Premis Amanda                               | 18 d'agost de 2018     | Millor pel·lícula noruega                | Thelma                     | Nominat   | [ 68 ] [ 69 ] |
| Premis Amanda                               | 18 d'agost de 2018     | Millor director                          | Joachim Trier              | Nominat   | [ 68 ] [ 69 ] |
| Premis Amanda                               | 18 d'agost de 2018     | Millor actriu                            | Eili Harboe                | Nominat   | [ 68 ] [ 69 ] |
| Premis Amanda                               | 18 d'agost de 2018     | Millor actor                             | Henrik Rafaelsen           | Nominat   | [ 68 ] [ 69 ] |
| Premis Amanda                               | 18 d'agost de 2018     | Millor actriu secundària                 | Kaya Wilkins               | Nominat   | [ 68 ] [ 69 ] |
| Premis Amanda                               | 18 d'agost de 2018     | Millor guió                              | Eskil Vogt, Joachim Trier  | Nominat   | [ 68 ] [ 69 ] |
| Premis Amanda                               | 18 d'agost de 2018     | Millor fotografia                        | Jakob Ihre                 | Guanyador | [ 68 ] [ 69 ] |
| Premis Amanda                               | 18 d'agost de 2018     | Millor disseny de producció/Escenografia | Roger Rosenberg            | Nominat   | [ 68 ] [ 69 ] |
| Premis Amanda                               | 18 d'agost de 2018     | Millor efectes visuals                   | Esben Syberg (presa curta) | Nominat   | [ 68 ] [ 69 ] |
| Premis Amanda                               | 18 d'agost de 2018     | Millor música                            | Ola Fløttum                | Guanyador | [ 68 ] [ 69 ] |
| Premis Amanda                               | 18 d'agost de 2018     | Millor muntatge                          | Olivier Bugge Coutts       | Guanyador | [ 68 ] [ 69 ] |
| Premis Amanda                               | 18 d'agost de 2018     | Millor disseny de so                     | Gisle Tveito               | Nominat   | [ 68 ] [ 69 ] |
| Premi de Cinema del Consell Nòrdic          | 30 d’octubre de 2018   | Premi                                    | Thelma                     | Nominat   | [ 70 ]        |

## Mitjans domèstics
El DVD per la Regió 2 i el Blu-ray per la Regió B foren llançats per SF Studios a Escandinàvia el 4 de desembre de 2017. Van ser llançats al Regne Unit per Thunderbird Releasing el 26 de febrer de 2018. The Orchard va llançar el DVD en la Regió 1 mitjançant Passion River Films el 3 d’abril de 2018.